# Gunnar Lager
Gunnar Fredrik Emanuel Lager, född 27 maj 1883 i Kärnbo socken, Södermanlands län, död 28 december 1961 i Stockholm, var en svensk ämbetsman.
Gunnar Lager var son till trävaruhandlaren Johan Fredrik Andersson. Efter mogenhetsexamen i Strängnäs 1902 studerade han vid Uppsala universitet och avlade en filosofie kandidatexamen 1908. 1903 blev Lager extraordinarie postexpeditör och 1908 postexpeditör. Lager var 1920–1924 sekreterare på Generalpoststyrelsens tredje byrå och blev 1924 byråchef där. Från 1941 var han byråchef på första byrån och från 1944 överdirektör och från 1944 överdirektör samt från 1932 generaldirektörens ställföreträdare. Lager var 1917–1919 sekreterare i postcheckkommittén. 1915–1922 biträdde han vid förhandlingar med postförvaltningarna i flera europeiska länder och USA. Han var svenska delegationens sekreterare vid världspostkongressen i Madrid 1920, deltog i utskottsarbeten inom världspostföreningen 1921–1923 och som ombud och sekreterare vid världspostkongressen i Stockholm 1924. Lager deltog vidare i världspostföreningens kommittéarbeten i Paris 1928 och i Ottawa 1933 samt i världspostkongresserna i London 1929, i Kairo 1934 och Buenos Aires 1939. Han bidrog där till förbättring av postförbindelserna mellan Sverige och övriga världen och medverkade till ett ökat nordiskt samarbete på postens område. Lager var även intresserad av utvecklingen av luftpost, var ombud vid luftpostkonferenserna i Haag 1927 och 1937, Bryssel 1930 och 1928 samt i Prag 1931. Han var styrelseledamot i AB Aerotransport 1935–1937 samt ledamot av redaktionskommittén för Svenskt Postväsen (1924) och Svenska Postverkets Historia (1936).